# Бензобамил
Бензобами́л (Benzobamilum). 1-Бензоил-5-этил-5-изоамилбарбитуровая кислота.
Синонимы: Benzamyl, Benzoylbarbamyl.
Химически отличается от бензобарбитала тем, что фенильный радикал в положении 5 заменён изоамильным радикалом.
Оказывает противосудорожное, седативное действие. В больших дозах может вызвать снотворный эффект. Несколько менее токсичен, чем бензобарбитал.
Применяют при эпилепсии с локализацией очага возбуждения преимущественно в подкорковых образованиях. При корковых формах менее активен. Малоэффективен при бессудорожных формах. При подкорковой локализации очага эпилепсии препарат даёт хороший лечебный эффект; оказывает не только противосудорожное действие, но улучшает общее психическое состояние (уменьшает или снимает головные боли, вялость, колебания настроения и др.).
Принимают внутрь после еды. Доза для взрослых 0,05—0,2 г (до 0,3 г) 2—3 раза в день, для детей в зависимости от возраста от 0,05 до 0,1 г 3 раза в день.
Эквивалентное соотношение бензобамила и фенобарбитала 2-2, 5:1.
Подобно фенобарбиталу и бензоналу бензобамил повышает активность монооксидазной ферментной системы печени.

## Противопоказания
Противопоказания и меры предосторожности такие же, как для бензонала.

## Физические свойства
Белый кристаллический порошок. Практически нерастворим в воде, легко растворим в спирте.

## Форма выпуска
Форма выпуска: таблетки по 0,1 г в упаковке по 100 штук.

## История
Внедрен в производство в XX веке учёными ТПУ.